# Flavio Tarsetti
Flavio Tarsetti Quezada, diplomático chileno. Fue Embajador de Chile en Panamá (2013-2014), y ha prestado servicio en el exterior en las Embajadas de Chile en Washington, Argentina y Uruguay.

## Biografía
Realizó estudios primarios y secundarios en el Instituto Nacional de Santiago, Chile. Se recibió como Ingeniero Agrónomo en la Pontificia Universidad Católica de Chile. Es Egresado de la Academia Diplomática “Andrés Bello”, del Ministerio de Relaciones Exteriores de Chile y de la School of Foreign Service- Fellows Program, Georgetown University, Washington D. C..
Durante su carrera diplomática ha desempeñado diversas funciones en el Ministerio de Relaciones Exteriores, destacándose la de Jefe de Gabinete del Director General de Política Exterior, Representante Alterno de Chile Misión de Chile ante la Asociación Latinoamericana de Integración (ALADI) y Director General de América del Sur. Asimismo, ha prestado servicio en el exterior en las Embajadas de Chile en Washington, Argentina y Uruguay. A partir de julio de 2013 es nombrado Embajador Extraordinario y Plenipotenciario de la República de Chile en Panamá, cargo que desempeña hasta mayo de 2014.